# 生活保護
生活保護（せいかつほご、英: Public Assistance）は、国や自治体が資産や能力等すべてを活用してもなお「健康で文化的な最低限度の生活」が出来ない日本国民に、これを保障し、自立の助長を目的に設けている公的扶助制度。 
日本国憲法第25条や生活保護法の理念に基づき、生活に困窮する日本国籍を有する国民（日本人）に対して、資力調査（ミーンズテスト）を行いその困窮の程度によって、要保護者に必要な扶助を行い、最低限度の生活（ナショナル・ミニマム）を保障するとともに、自立を促すことを目的とする。厚生労働省は、「資産や能力等すべてを活用してもなお生活に困窮する方」に、「困窮の程度に応じて必要な保護を行う」とし、「生活保護を必要とする可能性」のある人の申請行為は「国民の権利」としながらも、2012年（平成24年）からは、不正受給への厳格な対処、一人当たりの生活扶助や医療扶助(無償医療)等の給付水準適正化、生活保護受給世帯における就労促進、就労困難者への生活保護以外の別途支援制度の構築、「正当な理由なく就労しない者」へは厳格対処をするための社会保障改革推進法が成立した。

## 原則・権利・義務

### 生活保護の原則
無差別平等の原則（生活保護法第2条）
生活保護は、生活保護法4条1項に定める補足性の要件を満たす限り、全ての国民に無差別平等に適用される。生活困窮に陥った理由や過去の生活歴や職歴等は問わない。この原則は、法の下の平等（日本国憲法第14条）によるものである。なお、2014年7月18日に永住外国人生活保護訴訟に絡んで最高裁判所は永住外国人は生活保護法の適用対象ではないという判断を4裁判官全員一致で下した。
補足性の原則（第4条）
生活保護は、資産（預貯金・生命保険・不動産等）、能力（稼働能力等）や、他の法律による援助や扶助などその他あらゆるものを生活に活用してもなお、最低生活の維持が不可能なものに対して適用される。
能力の活用において、売れるかどうか分からない絵を描くことや選挙活動や宗教活動や発明研究等に没頭することなどは現時点の自分の経済生活に役立っているとはいえないため、補足性の要件には該当しない。民法に定められた扶養義務者の扶養及びその他の扶養は、生活保護に優先して実施される。
保護の実施機関は、保護の実施に際し被保護者や要保護者に対して法に基づき必要な指示（例えば生活の経済性や他者に及ぼす危険性に関して、最低限度の生活を超える部分での自動車の保有・運転に関する制限など）をすることがあり、その指示に従わない場合は保護の変更、停止又は廃止がなされる。2014年春に施行された改正生活保護法では、ケースワーカーが必要と認めた場合は受給者に対して家計簿の記入と提出を求める事が可能となった。
申請保護の原則（第7条）
生活保護は原則として要保護者の申請によって開始される。保護請求権は、要保護者本人はもちろん、扶養義務者や同居の親族にも認められている。ただし、急病人等、要保護状態にありながらも申請が困難な者もあるため、第7条但書及び第25条で、実施機関に対して、要保護者を職権で保護すべき旨を示している。
世帯単位の原則（第10条）
生活保護は、あくまで世帯を単位として能力の活用等を求めて補足性の要否を判定し程度を決定する（ミーンズテスト）。例外として、高校生や大学生など、生活困窮者以外を世帯分離する場合もある。

### 被保護者の権利と義務規定
審査の結果、生活保護費を受給できると認められた者を被保護者という。被保護者は生活保護法に基づき、次のような権利を得るとともに義務を負わなければならない。

#### 権利
- 不利益変更の禁止 - 正当な理由がない限り、すでに決定された保護を不利益に変更されることはない（第56条）。
- 公課禁止 - 受給された保護金品を標準として租税やその他の公課を課せられることはない（第57条）。
- 差押禁止 - 被保護者は、既に給与を受けた保護金品又はこれを受ける権利を差し押えられることがない（第58条）。

#### 義務
- 譲渡禁止 - 保護を受ける権利は、他者に譲り渡すことができない（第59条）。
- 生活上の義務 - 能力に応じて勤労に励んだり支出の節約を図るなどして、生活の維持・向上に努めなければならない（第60条）。
- 届出の義務 - 収入や支出など、生計の状況に変動があったとき、あるいは居住地または世帯構成に変更があったときは、速やかに実施機関等へ届け出なければならない（第61条）。
- 指示等に従う義務 - 保護の実施機関が、被保護者に対して生活の維持・向上その他保護の目的達成に必要な指導や指示を行った場合（法第27条）や、資産状況や健康状態等の調査目的で、保護の実施機関が居住場所の立入調査された場合（法第28条）、医師検診受診義務や歯科医師検診受診義務を命令された場合（法第28条）、適切な理由により救護施設等への入所を促した場合（法第30条第1項但書）は、これらに従わなければならない（法第62条）。
- 費用返還義務 - 緊急性を要するなど、本来生活費に使える資力があったにもかかわらず保護を受けた場合、その金品に相当する金額の範囲内において定められた金額を返還しなければならない（法第63条。主に、支給されるまでに時間がかかる年金などが該当する）。
- 生活保護は困窮のため最低限度の生活を維持する為の制度であり、国民一般の感情からして違和感を覚えない程度には保有や貯蓄も容認され、累積金は世帯の収入・資産に加算されず、保護費も減額されることはない[9]。

### 親族に対する扶養義務規定
民法第877条1

直系血族及び兄弟姉妹は、互いに扶養をする義務がある。
保護の実施機関は、知れたる扶養義務者が民法の規定による扶養義務を履行していないと認められる場合において、保護の開始の決定をしようとするときは、厚生労働省令で定めるところにより、あらかじめ、当該扶養義務者に対して書面をもつて厚生労働省令で定める事項を通知しなければならない（第24条の8）（ただし、あらかじめ通知することが適当でない場合として厚生労働省令で定める場合『扶養義務履行が期待できると判断された重点的扶養能力調査対象者【①「生活保持義務関係者」、②「生活保持義務関係以外の親子関係にある者のうち扶養の可能性が期待される者」、③「その他当該要保護世帯と特別な事情があり、かつ扶養能力があると推定される者」】以外の者』など、直接照会が不適当と判断された場合はこの限りでなく、照会しない）。
具体的には、以下の場合に該当する場合について通知が行われる（施行規則第2条）。
- ①保護の実施機関が、当該扶養義務者に対して法第77条第1項の規定による費用の徴収を行う蓋然性が高いと認めた場合
- ②保護の実施機関が、申請者がDV保護法第1条第1項に規定する配偶者からの暴力を受けているものでないと認めた場合
- ③前各号に掲げる場合のほか、保護の実施機関が、当該通知を行うことにより申請者の自立に重大な支障を及ぼすおそれがないと認めた場合

被保護者に対して民法の規定により扶養の義務を履行しなければならない者があるときは、その義務の範囲内において、保護費を支弁した都道府県知事又は市町村の長は、その費用の全部又は一部を、その者から徴収することができる（第77条）。この場合、扶養義務者の負担すべき額について保護の実施機関と扶養義務者の間に協議が調わないとき、又は協議をすることができないときは、保護の実施機関の申立により家庭裁判所がこれを定める（第77条2）。

#### 扶養義務履行が期待できない者
通知することが適当でない場合に当たる「扶養義務履行が期待できない者」の具体例として以下が挙げられる。以下は、令和3年3月30日付の「事務連絡　「生活保護問答集について」の一部改正について」と令和3年2月26日付の「事務連絡　扶養義務履行が期待できない者の判断基準の留意点等について」からの転用である。
1. 当該扶養義務者が以下のものである場合
  - 被保護者
  - 社会福祉施設入所者
  - 長期入院患者
  - 主たる生計維持者ではない非稼働者（いわゆる専業主婦・主夫等）
  - 18歳未満の児童
  - おおむね70歳以上の高齢者
など
2. 要保護者の生活歴等から特別な事情があり明らかに扶養ができない（以下、具体例）。
  - 当該扶養義務者に借金を重ねている。
  - 当該扶養義務者と相続をめぐり対立している等の事情がある。
  - 縁が切られているなどの著しい関係不良の場合。なお、当該扶養義務者と一定期間（例えば20年程度）音信不通であるなど交流が断絶していると判断される場合は、著しい関係不良とみなしてよい。
3. 当該扶養義務者に対し扶養を求めることにより明らかに要保護者の自立を阻害することになると認められる者
  - ドメスティックバイオレンスから逃れてきた親と子
  - 虐待等の経緯がある者

以上の条件に該当していると判断された場合、生活保持義務関係者（夫婦及び中学3年以下の子に対する親）以外に対する照会は不要となり、生活保持義務関係者に対しては、関係機関等に対する照会のみとなる。

## 種類
|                | 分類         | 扶助小分類・加算・一時的給付等                               | 扶助小分類・加算・一時的給付等                                                                                         |
| -------------- | ------------ | ------------------------------------------------------------ | --- |
| 最 低 生 活 費 | 生活扶助     | 第1類（個人的経費）（年齢別）                                | 第1類（個人的経費）（年齢別）                                                                                          |
| 最 低 生 活 費 | 生活扶助     | 第2類（世帯共通的経費）（基準額 + 地区別冬期加算）           | |
| 最 低 生 活 費 | 生活扶助     | 入院患者日用品費                                             | |
| 最 低 生 活 費 | 生活扶助     | 介護施設入所者基本生活費                                     | |
| 最 低 生 活 費 | 生活扶助     | 各種加算                                                     | 妊産婦加算 |
| 最 低 生 活 費 | 生活扶助     | 各種加算                                                     | 障害者加算 |
| 最 低 生 活 費 | 生活扶助     | 各種加算                                                     | 介護施設入所者加算 |
| 最 低 生 活 費 | 生活扶助     | 各種加算                                                     | 在宅患者加算 |
| 最 低 生 活 費 | 生活扶助     | 各種加算                                                     | 放射線障害者加算 |
| 最 低 生 活 費 | 生活扶助     | 各種加算                                                     | 児童養育加算 |
| 最 低 生 活 費 | 生活扶助     | 各種加算                                                     | 介護保険料加算 |
| 最 低 生 活 費 | 生活扶助     | 各種加算                                                     | 母子加算 |
| 最 低 生 活 費 | 生活扶助     | 期末一時扶助                                                 | |
| 最 低 生 活 費 | 生活扶助     | 一時扶助                                                     | 被服費（布団, 被服, 新生児被服等, 寝巻等, おむつ, 等）, 入学準備金, 家具什器, 配電設備, 水道等設備, 就労活動促進費, 等 |
| 最 低 生 活 費 | 住宅扶助     | 家賃・間代等                                                 | 借家・借間の場合の家賃・間代等, 転居時の敷金等, 契約更新料                                                             |
| 最 低 生 活 費 | 住宅扶助     | 住宅維持費                                                   | 家屋の補修又は建具, 水道設備等の従属物の修理経費                                                                       |
| 最 低 生 活 費 | 教育扶助     | 一般基準 + 学校給食費 + 通学交通費 + 教材代 + 学習支援費     | 一般基準 + 学校給食費 + 通学交通費 + 教材代 + 学習支援費                                                               |
| 最 低 生 活 費 | 医療扶助     |                                                              | |
| 最 低 生 活 費 | 介護扶助     |                                                              | |
| 最 低 生 活 費 | 出産扶助     |                                                              | |
| 最 低 生 活 費 | 生業扶助     | 生業費・技能修得費（高等学校等就学費）・就職支援費           | 生業費・技能修得費（高等学校等就学費）・就職支援費                                                                     |
| 最 低 生 活 費 | 葬祭扶助     |                                                              | |
| 最 低 生 活 費 | その他の扶助 | 転居の際の敷金, 家屋補修費, 入浴設備の付設, 通学用自転車, 等 | 転居の際の敷金, 家屋補修費, 入浴設備の付設, 通学用自転車, 等                                                           |
| 最 低 生 活 費 | （勤労控除） |                                                              | |

生活保護は次の8種類からなる。これらの扶助は、要保護者の年齢、性別、健康状態等その個人または世帯の生活状況の相違を考慮して、1つあるいは2つ以上の扶助を行われる。
医療扶助 (公費負担医療。医療費無償化)
被保護者が、けがや病気で医療を必要とするときに行われる扶助である。国民健康保険や後期高齢者医療制度からは脱退となり、原則として現物支給（投薬、処置、手術、入院等の直接給付）により行われ、その治療内容は国民健康保険と同等とされている（第34条）。
なお、医療扶助は生活保護法指定医療機関に委託して行われるが、場合により指定外の医療機関でも給付が受けられる（第34条）。予防接種などは対象とならない。医師または歯科医師は可能な限り後発医薬品の使用を促すよう努めることが生活保護法に定められている（第34条3）。
この点について政府は医療扶助の抑制策として生活保護受給者に対して医師の判断を条件に後発医薬品の処方を原則とするよう生活保護法を改正し、2018年10月からの施行された。これについては「生活保護受給者が医薬品を自由に選択できなくなる」との批判もある。医療扶助は生活保護費の半分を占め、うち医科の入院医療費が全体の55.7%（2013年）と大きく、医療扶助による入院患者は、1か月平均の42.9%が精神障害であり多数となっている。人数では7.1%入院患者に、医療扶助費全体の55%余が使われている。日本は、世界でも突出して精神科のベッド数、入院患者数が多い国であり、長期入院が生活保護費を上昇させている（社会的入院）。病院通院のタクシー代も一時医療扶助として支給され年間で45億円の給付があったが、主要都市間で受給者の上限額（長崎市242円、奈良市12,149円）に差異がある。
生活扶助
被保護者が、衣食、その他日常生活の需要を満たすための扶助であり、飲食物費、光熱水費、移送費などが支給される。基準生活費(第1類・第2類)と各種加算とに分けられている。第1類は個人ごとの飲食や衣服・娯楽費等の費用、第2類は世帯として消費する光熱費等とされており、各種加算は障害者加算（重度障害者加算、重度障害者家族介護料、在宅重度障害者介護料）や母子加算、妊産婦加算、介護施設入所者加算、在宅患者加算、放射線障害者加算、児童養育加算、介護保険料加算があり、特別需要に対応するもの等である。改定は現在、水準均衡方式によっている。
教育扶助
被保護家庭の児童が、義務教育を受けるのに必要な扶助であり、教育費の需要の実態に応じ、原則として金銭をもって支給される。
住宅扶助
被保護者の、住宅費を給付する扶助であり、家賃・間代等は、被保護者の住宅が借家・借間の場合で、家賃、間代、地代等を支払う必要があるときに支給される。住宅維持費は、居住する家屋の補修、その他住宅を維持する必要があるときに支給される。いずれも原則として金銭をもって実費が支給される（上限あり）。被保護世帯のうち、家賃等が支給される借家・借間世帯は84.5%（2011年）となっている。その他の世帯は持ち家、入院、入所などの理由で家賃・間代の支給を受けていない。
介護扶助
要介護又は要支援と認定された被保護者に対して行われる給付である。原則として、生活保護法指定介護機関における現物支給により行われる（第34条の2）。
介護保険の加入者である場合はそちらが優先して適用され、介護保険の1割自己負担分が介護扶助から支出される。
介護保険とほぼ同等の給付が保障されているが、現在普及しつつあるユニット型特養、あるいは認知症対応型共同生活介護、特定施設入所者生活介護は利用料（住宅扶助として支給）の面から制限がある。
出産扶助
被保護者が出産をするときに行われる給付である。原則として、金銭により給付される。他法優先のため、児童福祉法の入院助産制度を優先適用するため、生活保護の出産扶助は自宅出産など指定助産施設以外での分娩の場合などしか適用されない。
生業扶助
生業に必要な資金、器具や資材を購入する費用、又は技能を修得するための費用、就労のための支度費用（運転免許証）等が必要な時に行われる扶助で、原則として金銭で給付される。平成17年度より高等学校就学費がこの扶助により支給されている。但し、これらには、修学旅行費、クラブ活動費、学習塾の費用は含まれない。
葬祭扶助
被保護者が葬儀を行う必要があるとき行われる給付で、原則として、金銭により給付される。

### 生活保護の地区分けと基準額
生活保護の基準は、厚生労働大臣が地域の生活様式や物価等を考慮して定める級地区分表によって、市町村単位で6段階に分けられている。この級地区分表による生活保護基準の地域格差の平準化を（生活保護制度における）級地制度という。また、冬季（11月〜翌3月）加算の基準にのみ使用される5段階の区分がもうけられている。
| 年齢    | 1級地-1 | 1級地-2 | 2級地-1 | 2級地-2 | 3級地-1 | 3級地-2 |
| ------- | ------- | ------- | ------- | ------- | ------- | ------- |
| 0 - 2   | 44,580  | 43,240  | 41,460  | 39,680  | 39,230  | 37,000  |
| 3 - 5   | 44,580  | 43,240  | 41,460  | 39,680  | 39,230  | 37,000  |
| 6 - 11  | 46,460  | 45,060  | 43,200  | 41,350  | 40,880  | 38,560  |
| 12 - 17 | 49,270  | 47,790  | 45,820  | 43,850  | 43,360  | 40,900  |
| 18 - 19 | 46,930  | 45,520  | 43,640  | 41,760  | 41,290  | 38,950  |
| 20 - 40 | 46,930  | 45,520  | 43,640  | 41,760  | 41,290  | 38,950  |
| 41 - 59 | 46,930  | 45,520  | 43,640  | 41,760  | 41,290  | 38,950  |
| 60 - 64 | 46,930  | 45,520  | 43,640  | 41,760  | 41,290  | 38,950  |
| 65 - 69 | 46,460  | 45,060  | 43,200  | 41,350  | 40,880  | 38,560  |
| 70 - 74 | 46,460  | 45,060  | 43,200  | 41,350  | 40,880  | 38,560  |
| 75以上  | 39,890  | 38,690  | 37,100  | 35,500  | 35,100  | 33,110  |

| 人員     | 1級地-1 | 1級地-2 | 2級地-1 | 2級地-2 | 3級地-1 | 3級地-2 |
| -------- | ------- | ------- | ------- | ------- | ------- | ------- |
| 1人      | 1.00    | 1.00    | 1.00    | 1.00    | 1.00    | 1.00    |
| 2人      | 0.87    | 0.87    | 0.87    | 0.87    | 0.87    | 0.87    |
| 3人      | 0.75    | 0.75    | 0.75    | 0.75    | 0.75    | 0.75    |
| 4人      | 0.66    | 0.66    | 0.66    | 0.66    | 0.66    | 0.66    |
| 5人      | 0.59    | 0.59    | 0.59    | 0.59    | 0.59    | 0.59    |
| 6人      | 0.58    | 0.58    | 0.58    | 0.58    | 0.58    | 0.58    |
| 7人      | 0.55    | 0.55    | 0.55    | 0.55    | 0.55    | 0.55    |
| 8人      | 0.52    | 0.52    | 0.52    | 0.52    | 0.52    | 0.52    |
| 9人      | 0.5     | 0.5     | 0.5     | 0.5     | 0.5     | 0.5     |
| 10人以上 | 0.5     | 0.5     | 0.5     | 0.5     | 0.5     | 0.5     |

| 人員                                | 1級地-1 | 1級地-2 | 2級地-1 | 2級地-2 | 3級地-1 | 3級地-2 |
| ----------------------------------- | ------- | ------- | ------- | ------- | ------- | ------- |
| 1人                                 | 27,790  | 27,790  | 27,790  | 27,790  | 27,790  | 27,790  |
| 2人                                 | 38,060  | 38,060  | 38,060  | 38,060  | 38,060  | 38,060  |
| 3人                                 | 44,730  | 44,730  | 44,730  | 44,730  | 44,730  | 44,730  |
| 4人                                 | 48,900  | 48,900  | 48,900  | 48,900  | 48,900  | 48,900  |
| 5人                                 | 49,180  | 49,180  | 49,180  | 49,180  | 49,180  | 49,180  |
| 6人                                 | 55,650  | 55,650  | 55,650  | 55,650  | 55,650  | 55,650  |
| 7人                                 | 58,920  | 58,920  | 58,920  | 58,920  | 58,920  | 58,920  |
| 8人                                 | 61,910  | 61,910  | 61,910  | 61,910  | 61,910  | 61,910  |
| 9人                                 | 64,670  | 64,670  | 64,670  | 64,670  | 64,670  | 64,670  |
| 10人以上 1人を増すごとに 加算する額 | 2,760   | 2,760   | 2,760   | 2,760   | 2,760   | 2,760   |

- （生活扶助基準第1類基準額×逓減率）＋生活扶助基準第2類基準額=生活扶助基準額
  - 各居宅世帯員の第1類基準額を合計し、世代人員に応じた逓減率を乗じ、世代人員に応じた第2類基準額を加える。
  - 生活扶助に生活扶助本体に係る経過的加算が別途加算される。
  - 2024年度（令和6年度）までは特例加算として1人当たり月額1,000円別途加算される。

| 身体障害者障害程度等級表 | 1級地  | 2級地  | 3級地  |
| ------------------------ | ------ | ------ | ------ |
| 1・2級に該当する者等     | 26,810 | 24,940 | 23,060 |
| 3級に該当する者等        | 17,870 | 16,620 | 15,380 |

| 児童数                         | 1級地  | 2級地  | 3級地  |
| ------------------------------ | ------ | ------ | ------ |
| 児童1人の場合                  | 18,800 | 17,400 | 16,100 |
| 児童2人の場合                  | 23,600 | 21,800 | 20,200 |
| 3人以上の児童1人につき加える額 | 2,900  | 2,700  | 2,500  |

| 児童を療育する場合 | 1級地 2級地 3級地         |
| ------------------ | ------------------------- |
| 児童               | 10,190（子ども1人につき） |

| 小学生 | 中学生 | 高校生 |
| ------ | ------ | ------ |
| 2,600  | 5,100  | 5,300  |

- 2023年（令和5年）10月時点の基準額である[25][26][27]。
- 該当者がいるときだけ、その分を加える。
- 入院患者、施設入所者は金額が異なる場合がある。
- このほか、「妊産婦」がいる場合は、別途妊婦加算等がある。
- 児童とは、18歳になる日以後の最初の3月31日までの者。
- 「母子世帯等」は父子世帯含めたひとり親世帯が対象である。
- 障害者加算と母子加算は併給できない。
- 一定の要件を満たす「母子世帯等」及び「児童を養育する場合」には、別途経過的加算がある。
- 教育扶助基準、高等学校等就学費は必要に応じて、教材費・クラブ活動費・入学金（高校生の場合）などの実費が計上される。

### 最低生活費の計算例
8種類ある扶助を合計した金額が最低生活費であり、ここから収入を差し引いた額が実際の支給額となる。2018年10月以降生活保護基準見直し。以下の計算例は2020年（令和2年）10月を基準とする。住宅扶助は、住宅の面積が15m2以下の場合、減額される形で基準額が異なる
- 東京都区部（1級地-1）・31歳（単身）
  - 生活扶助 76,420円
    - 第1類 46,930円（20歳 - 40歳）
    - 第2類 27,790円（単身世帯）
    - 経過的加算 700円
    - 特例加算 1,000円
    - 各種加算 0円

  - 住宅扶助 実費（最高額は53,700円[29]）

- 東京都区部（1級地-1）・41歳、38歳、14歳、8歳（4人世帯）
  - 生活扶助 179,430円（125,129円＋48,900円＋1,400円＋4,000円：10円未満切上げ）
    - 第1類 125,129円（(46,930円＋46,930円＋49,270円＋46,460円)×0.66）
    - 第2類 48,900円（4人世帯）
    - 経過的加算 1400円(700円+700円+0円+0円)
    - 特例加算 4,000円 (1,000×4)
      - 児童養育加算 20,380円（第1・2子）

  - 教育扶助 14,010円（2,600円＋5,100円＋1,330円＋4,980円）
    - 基準額 2,600円（小学校）・5,100円（中学校）
    - 学習支援費 1,330円（小学校）・4,980円（中学校）
    - ※小中学校の教材費、給食費、交通費等は実費支給。

  - 住宅扶助 実費（69,800円以内）[29]

児童手当、児童扶養手当等を別途受給した場合、収入として差し引かれて支給される。

#### 級地による比較例
下記の生活扶助額は、冬期加算を含めていない。また住宅扶助額は、住宅の面積が15m2以下の場合、減額される形で基準額が異なる。
- 大阪府大阪市（1級地-1）・単身・20歳 - 40歳
  - 生活扶助 76,420円（第1類46,930円＋第2類27,790円＋経過的加算700円＋特例加算 1,000円）
  - 住宅扶助 実費（40,000円以内[30]）

- 三重県津市（2級地-1）・単身・20歳 - 40歳
  - 生活扶助 73,130円（第1類43,640円＋第2類27,790円＋経過的加算700円＋特例加算 1,000円）
  - 住宅扶助 実費（35,200円以内）

- 佐賀県鳥栖市（3級地-1）・単身・20歳 - 40歳
  - 生活扶助 70,780円（第1類41,290円＋第2類27,790円＋経過的加算700円＋特例加算 1,000円）
  - 住宅扶助 実費（29,000円以内）

|                                                                   | 東京都区部など （1級地-1） | 地方郡部など （3級地-2） |
| ----------------------------------------------------------------- | -------------------------- | ------------------------ |
| 標準3人世帯（33歳、29歳、4歳）                                    | 164,860円                  | 145,870円                |
| 高齢者単身世帯（68歳）                                            | 77,980円                   | 68,450円                 |
| 高齢者夫婦世帯（68歳、65歳）                                      | 125,720円                  | 108,710円                |
| 母子世帯（30歳、4歳、2歳）                                        | 214,140円                  | 184,530円                |
| 若年者単身世帯（19歳）                                            | 76,820円                   | 68,840円                 |
| ※ 児童養育加算、母子加算、冬季加算（Ⅵ区の5/12）、特例加算を含む。 |                            |                          |

## 実施主体
実施主体は、原則として地方公共団体（都道府県知事、市長及び福祉事務所を管理する町村長）であり、これらの事務は第一号法定受託事務である（地方自治法第2条9）。したがって扶助費は義務的経費に分類される。
なお、福祉事務所を管理していない町村（ほとんどの町村）においては、その町村を包括する都道府県知事がこの事務を行う。また、都道府県知事、市町村長の下に福祉事務所長及び社会福祉主事が置かれ、知事・市町村長の事務の執行を補助し、民生委員は市町村長、福祉事務所長又は社会福祉主事の事務の執行に協力するものとされる。
生活保護を担当する現業員（ケースワーカー）は、市部では被保護世帯80世帯に1人、町村部では65世帯に1人を配置することを標準数として定めている（社会福祉法第16条）。ケースワーカーは半年に1度程度、生活保護受給者の自宅を訪問する事になっている。
実施機関では原則として厚生労働省が示す実施要領に則り保護を実施しているが、厚生労働省は処理基準として実施要領を示すだけであって個別の事例の判断は一切行わない（監査や再審査請求での裁決を除く）。そのため、法及び各種通達等において定めることができない事例については、法の趣旨と実施機関が管轄する地域の実情などを勘案して判断される。

### 保護施設
都道府県・市町村は、生活保護を行うため、保護施設を設置することができる（第40条）。保護施設が設置できるのは、都道府県・市町村のほか、社会福祉法人と日本赤十字社だけである（第41条）。なお市町村が保護施設を設置する場合、都道府県知事への届出が必要である（第40条2）。
保護施設には次の5種類がある。
- 救護施設
- 更生施設
- 医療保護施設
- 授産施設
- 宿所提供施設

### 福祉事務所の調査権限
保護の実施機関及び福祉事務所長は、保護の決定若しくは実施又は第七十七条若しくは第七十八条の規定の施行のために必要があると認めるときは、次の各号に掲げる者の当該各号に定める事項につき、官公署、日本年金機構若しくは国民年金共済組合に対し、必要な書類の閲覧若しくは資料の提供を求め、又は銀行、信託会社、次の各号に掲げる者の雇主その他の関係人に、報告を求めることができる（第29条）。
- 要保護者又は被保護者であつた者： 氏名及び住所又は居所、資産及び収入の状況、健康状態、他の保護の実施機関における保護の決定及び実施の状況その他政令で定める事項（被保護者であつた者にあつては、氏名及び住所又は居所、健康状態並びに他の保護の実施機関における保護の決定及び実施の状況を除き、保護を受けていた期間における事項に限る。）
- 扶養義務者： 氏名及び住所又は居所、資産及び収入の状況その他政令で定める事項（被保護者であつた者の扶養義務者にあつては、氏名及び住所又は居所を除き、当該被保護者であつた者が保護を受けていた期間における事項に限る。）

さらに以下の官公庁などには、回答義務が課されている（第29条2, 別表第一）。
- 総務大臣又は都道府県知事
- 厚生労働大臣
- 市町村長
- 国土交通大臣
- 税務署長
- 福祉事務所を管理する町村長
- 日本年金機構又は日本私立学校振興・共済事業団、国家公務員共済組合連合会、地方公務員共済組合若しくは全国市町村職員共済組合連合会
- 後期高齢者医療広域連合
- 広島市長若しくは長崎市長

## 財政
扶助費の負担率は国が4分の3、地方自治体が4分の1である（第75条）。

### 支給総額
| 医療扶助     | 49.7%       |
| 生活扶助     | 29.9%       |
| 住宅扶助     | 16.9%       |
| 介護扶助     | 2.7%        |
| その他の扶助 | 0.8%        |
| 総額         | 3兆5258億円 |

受給者数の増加に伴い、日本全国の生活保護の支給総額は2001年（平成13年）度に2兆円、2009年（平成21年）度には3兆円を突破した。その後、2015年（平成27年）度の3兆6,977億円をピークに支給額は微減し、2020年（令和2年）度は3兆5258億円となった。
厚労省資料によれば、この生活扶助費の総支給額に占める割合は2020年（令和2年）度実績ベースで全体の29.9%となっている。また、生活保護の標準世帯生活扶助費基準額は2000年（平成12年）4月1日～2003年（平成14年）3月31日の16万3,970円をピークとしており、2020年（令和2年）10月現在では15万8,760円であり、ピーク時の基準額に比べて、月5,210円の減、3.2%の減額となっている。しかしながら、2005年（平成17年）には高校就学費を、2009年（平成21年）には小学から高校までの学習支援費を新設、2020年（令和2年）から高等教育の修学支援新制度（住民税非課税世帯やそれに準じる世帯の学生を対象に、奨学金の給付や授業料の減免を行う国の制度）が開始するなど、有子世帯の総支給額は上昇している。一方で、国税庁令和元年民間給与実態統計調査結果によると、給与所得者の平均給与は1998年（平成9年）をピークに2012年（平成24年）まで下がり続け、2013年（平成25年）から2018年（平成30年）までは上昇したが、2019年（令和元年）は前年より減少し平均年436.4万円で、ピークの1998年（平成9年）にして年24万9千円の減、5.4%の減となっている。
2018年に1世帯が1年に負担する額はおよそ7万1千円とされている。

### 保護費費負担主体・就労促進方針
2005年、国（厚生労働省）と地方との間で「三位一体の改革」の一環として、生活保護費の国と地方自治体との負担率を変更しようとの議論が行われた。現制度では支給される保護費について国3/4、地方1/4の割合で負担しているため、これを国1/2、地方1/2に変更しようとするものであった。さらに住宅扶助の一般財源化（地方交付税交付金に含めて国が交付）、保護基準（最低生活費）を地方が独自に設定することができるようにしようとした。厚生労働省の見解は、生活保護行政事務の実施水準が低いところほど生活保護率が高い水準にあり、保護費の負担を地方に大きく負わせることで生活保護行政事務の実施水準を向上させざるを得ない状況にして、国と地方を合わせた保護費の総額を減らそうというものである。更に平成19年12月26日に厚生労働省は『「福祉から雇用へ」 推進５か年計画』として、生活保護受給者に対して、「可能な限り就労による自立・生活の向上を促す」との考えを表明している。
しかし、地方六団体は、憲法第25条で国が最低生活の保障を責任を持っていること、最低生活を保障するという事務は地方自治体に裁量の幅がほとんど無いこと（幅を持たせるとすれば、最低生活費を下げるあるいは上げるということになる）、仮に現段階での地方の負担増に合わせて税源を移譲されたとしても今後保護世帯数が増加すればその分が総て地方の負担となること、等から猛反発した。福祉行政報告例第1表-第4表並びに第6表の生活保護関連統計の国への報告を停止する行動に出た自治体もあった。

## 都道府県・市町村ごとの受給率・生活保護費用
都道府県ごとの生活保護受給率
生活保護受給率が高い地域を都道府県ごとにみると、北海道（人口1,000人当たり約23.4人）、福岡県（人口1,000人当たり約22.9人）、青森県（人口1,000人当たり約22.0人）、沖縄県（人口1,000人当たり約21.7人）、東京都（人口1,000人当たり約21.0人）、大阪府（人口1,000人当たり約20.4人）である。反対に保護率が最も低い県は富山県（人口1,000人当たり約2.6人）であり、次いで岐阜県（人口1,000人当たり約3.3人）である（平成30年度被保護者調査による）
市区町村ごとの生活保護受給率・自治体別生活保護費
政令指定都市の中では特に大阪市は、人口1,000人当たり約51.1人と多く、全国の約16.6人の約3.1倍であり、約20人に1人が受給している。

## 外国籍受給者関連・最高裁判決
1946年（昭和21年）の旧生活保護法においては全ての在住者を対象としたが、1950年（昭和25年）の改訂で国籍条項を加えた。1954年（昭和29年）5月8日付厚生省社会局長通知により、「人道的見地」から、生活に困窮する永住外国人や日本人配偶者などの外国人においても、生活保護法を準用すると通知して以降、日本国民と同じ条件で給付している。1990年（平成2年）10月25日に厚生省社会局保護課企画法令係長による口頭指示という形で対象となる外国人を永住者、日本人の配偶者等、永住者の配偶者等、定住者、特別永住者、認定難民に限定するようになった。
外国籍の生活保護受給者は国籍法における「生計条件」を満たしてないため、帰化による日本国籍取得自体は不可能である。
尚、地方分権一括法の施行に伴い、上記の旧厚生省通知の現在の法的位置付けは地方自治法245条の4第1項に基づく「技術的助言」である。
(上記厚生省通知が法的拘束力の無い技術的助言に留まっているのは、外国人への生活保護準用は第一号法定受託事務ではなく自治事務の為である)

### 最高裁の判断
国内での永住権を持つ外国人が、日本人と同じように生活保護法の対象となるかどうかが争われた訴訟で、最高裁第二小法廷は2014年7月18日、二審の判決を破棄し、「現行の生活保護法は，1条及び2条において（中略）「国民」とは日本国民を意味するものであって」「生活保護法が一定の範囲の外国人に適用され又は準用されると解すべき根拠は見当たらない。」「生活保護法が一定の範囲の外国人に適用され又は準用されるものとなると解する余地はなく」「外国人は，行政庁の通達等に基づく行政措置により事実上の保護の対象となり得るにとどまり，生活保護法に基づく保護の対象となるものではなく，同法に基づく受給権を有しないというべきである」とする判断を示している。

### 大阪市での中国人生活保護集団申請
2010年5月、大阪市で中国国籍者が集団（10世帯で25名、その後合計46名）で入国し、外国人登録が認められた直後に生活保護申請を集団で行うという事例が発生。大阪市は形式的に要件が整っている以上、保護決定をせざるを得ない状況にあると考えられたことから、生活保護支給決定を行った。大阪市は、以下の「基本的認識」の通り、入国管理法の運用や生活保護制度の準用に問題があるとの認識から、入国管理局他、関係先に対して申し入れ等を行うとともに、同様の生活保護の申請は受付を保留し、厳正な対応を行っていくことを決め、この事実を2011年6月29日に公表し、問題提起を行った。最終的に、「身元保証人による保証の実態がなく、生活保護受給を目的とした入国と判断せざるを得ない」とし、生活保護打ち切りを最終決定している。
基本的認識（大阪市）
- 入国管理法では「生活上国又は地方公共団体の負担となるおそれのある者」は入国を拒否することとなっているにも関わらず、今回のケースでは日本に入国してすぐ生活保護を申請している。このことから、法の趣旨を大きく逸脱した、在留資格の審査がなされている可能性がある。

- 厚生労働省の通知では、形式的に在留資格を得ているだけで、生活保護制度を準用することになっている。

- 結果的に、本市に何の裁量権もなく、生活保護法を適用しなければならないというのでは、市民の理解は得られにくく、また、4分の1の財政負担を余儀なくされる大阪市としても納得できるものではない。

- 人道上の観点から、中国残留邦人の子孫の方たちの処遇をどう考えるのかという問題は国の責任において、別の制度、施策を設けて対応すべきものであり、生活保護の準用の是非という観点だけで本市に判断を委ねるのは大きな問題である。

その結果、2010年7月21日、厚生労働省はこの件について、身元保証人による保証の実態がないなど、結果的に生活保護目的の入国とみなさざるを得ない場合は、生活保護を準用しない旨の回答を行った。大阪市は、この回答を受け、現在の状況では生活保護を準用することはできないと判断し、2010年8月以降の保護費の支給を保留するなどの措置を取った。その後、2010年9月10日までに、集団で申請を行った16世帯46人全員から生活保護の辞退および申請の取り下げがあった。しかし、すでに受給済みの者について保護決定を過去に遡って取り消すのかどうかなどの問題も残っていた上、いったん生活保護を辞退することによって、「国または地方公共団体に負担をかけない」こととし、一定の期間が経過した後に再申請することも懸念されたため、大阪市は、入国管理局の再調査の結果に関する見解や、関係資料をもらったうえで最終的な意思決定を行うことした。その後、大阪入局管理局は、2011年4月19日に、これらの者の在留資格の更新申請にあたっては、これまでの「定住者」資格ではなく「特定活動」資格に限って許可し、生活保護準用の対象とはしない方針を示した。一方、厚生労働省の通知に基づいて大阪市が2010年7月23日に照会した「入国在留中の一切の経費を支弁することができることを証する文書」等については明確な回答がなかった。大阪市は以上の経過を踏まえ、総合的に判断し今回の対象者は、生活保護目的の入国と見なさざるを得ず、本来、法の準用の対象ではないと認められるため、生活保護法の準用を取消し、支給した保護費の返還を求めるとの判断を示した。大阪市は2005年から2009年の5年間に外国籍の者が入国から3ヶ月以内に生活保護を申請した事案について調査を行うことを決定し、調査した。
2011年8月17日付で、厚生労働省より「外国人からの生活保護の申請に関する取扱いについて」が各自治体あての通知にて、入国後間もない外国人から生活保護の申請があった場合、生活保護の実施機関は、申請者に対して入国管理局へ提出した資料（入国在留中の一切の経費を支弁することができることを証する文書等）の提出を求め、申請者が理由なく提出を拒む場合は生活保護の申請を却下できるとした。これに先立ち、法務省からも各地方入国管理局に対して、入国を求める外国人が「生活上国又は地方公共団体の負担となるおそれのある者」でないかを一層厳正に審査するよう通知が出された。

### 外国人生活保護受給者における国籍や年齢内訳
2023年の厚生労働省「 被保護者調査」によれば、日本人をふくむ生活保護の総件数は、162万6263世帯(人数は198万9367人)、このうち外国人世帯主の世帯は4万5973世帯(人数は6万3547)である。
全生活保護件数のうち外国人が世帯主の占める割合は世帯数で2.8%、人数で3.2%になっている。
国籍別でみると、日本が157万3447世帯(189万7672人)、韓国・朝鮮が2万7991世帯(3万2315人)、中国が6188世帯(9471人)、フィリピンが5163世帯(1万381人)。
各国の外国人が世帯主の受給率では、在日韓国・朝鮮人世帯が14.4%（2020年）と国別では一番高い数値となっている。
年齢層でみると、フィリピン人世帯の52.1%が44歳以下、中国人世帯7.2%が64歳以下、という数字に比べ、在日韓国・朝鮮人の受給世帯では、高齢者世帯（65歳以上だけの世帯）が71.2%、世帯全員の年齢構成も65歳以上が69.8%と、在日韓国・朝鮮人の受給者は高齢者率が高くなっている。

## 統計と将来予測
各種の統計データや試算が出ているが、代表例としては、厚生労働省の被保護者調査が基本統計データとしてあげられる。
従って、客観的に検証可能な公的な機関が作成した統計データ以外の統計、例えば、政治家の試算や審議会の試算による統計データについては、客観的な検証の必要性を残す場合もあるという観点から、当欄の記載にあたって「〜によると・・される」等との記載に統一している。

### 被保護者数
厚労省によれば、生活保護の受給者数は、第二次世界大戦後の混乱の中、月平均で204万6646人が受給していた1951年が、同年の調査開始から2011年まで60年間、統計史上最高であった。その後は高度経済成長に伴い減少傾向で推移していたが、1995年の88万2229人を底に増加に転じ、1999年に再び100万人を突破したとされている。2011年3月には200万人を突破し、2012年7月には212万4669人と当時過去最多の受給者数を記録しているとされている。その後、2015年7月の212万7,841人まで増加した。そして、2013年8月から2015年まで行われた生活保護の見直しも影響し、2016年以降は減少している。

人口1000人あたり保護者数（年齢別）

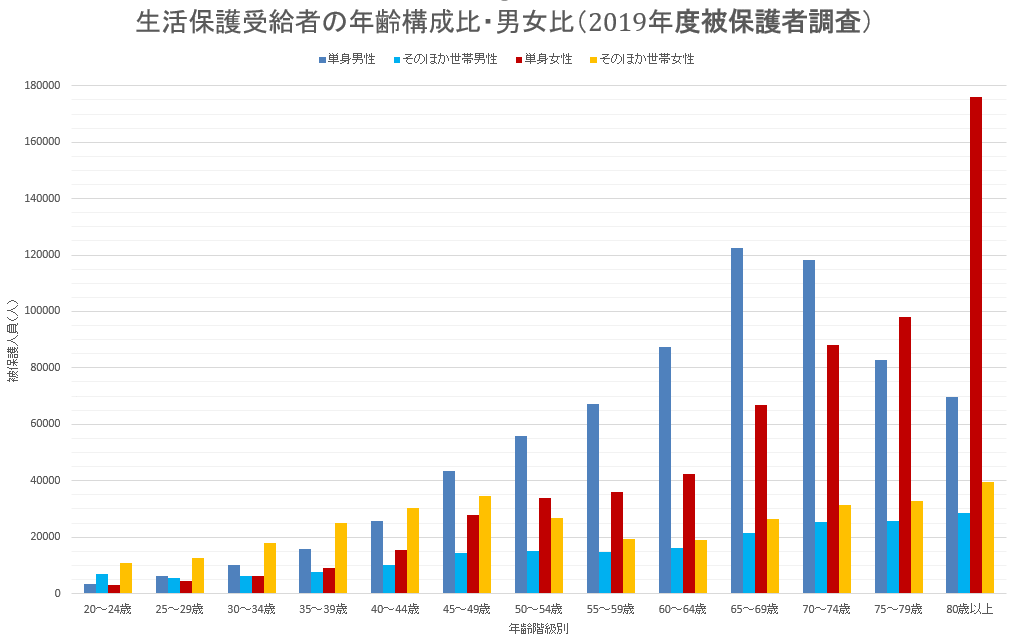
生活保護受給者の年齢構成比・男女比（2019年）

生活保護廃止の理由で最も多いのが43.3%の死亡であり次に多いのが16.9%の収入の増加である(2019年度)。
また、生活保護を受けている人の自殺率は、一般の人の2倍となっており、20代だと6倍となっている（2012年時点）。

### 世帯類型別統計
厚労省統計では、世帯類型については以下のように分別され、上から順に優先適応される。
1. 高齢者世帯
2. 母子世帯（父子世帯は含まない）
3. 障害者世帯
4. 傷病者世帯
5. その他の世帯

| 高齢者世帯 | 母子世帯 | 障害者・傷病者世帯 | その他の世帯 |
| ---------- | -------- | ------------------ | ------------ |
| 56%        | 4%       | 25%                | 15%          |

これによれば、中でも高齢者世帯（65歳以上）は趨勢的に増加しており、1980年度（昭和55年度）には全体の30.2%であったが2021年（令和3年）には56%と半数以上を占めている。
なお、「稼働年齢層」とは、厚生労働省で明確な定義がなく、『いわゆる稼働年齢層（15 歳～64 歳）』と表記されている。

### 疾病・障害の有無
| 年齢     | 総数  | 障害・傷病あり | 障害・傷病あり | 障害・傷病あり | 障害・傷病あり | 障害・傷病あり | 障害・傷病あり | 障害・傷病あり        | 障害・傷病あり | 障害・傷病あり | 障害・傷病なし |
| 年齢     | 総数  | 小計           | 障害者         | 障害者         | 障害者         | 障害者         | 傷病者         | 傷病者                | 傷病者         | 傷病者         | 障害・傷病なし |
| 年齢     | 総数  | 小計           | 計             | うち 精神障害  | うち 知的障害  | うち 身体障害  | 計             | うちアルコール 依存症 | うち 精神病    | うち その他    | 障害・傷病なし |
| -------- | ----- | -------------- | -------------- | -------------- | -------------- | -------------- | -------------- | --------------------- | -------------- | -------------- | -------------- |
| 総数     | 2,048 | 927            | 421            | 176            | 44             | 201            | 506            | 10                    | 144            | 352            | 1,120          |
| 19歳まで | 209   | 17             | 12             | 2              | 8              | 2              | 5              | 0                     | 1              | 4              | 192            |
| 20 - 24  | 24    | 9              | 6              | 2              | 4              | 1              | 3              | 0                     | 2              | 1              | 15             |
| 25 - 29  | 29    | 13             | 8              | 4              | 3              | 1              | 5              | 0                     | 4              | 2              | 16             |
| 30 - 34  | 41    | 20             | 11             | 6              | 3              | 2              | 9              | 0                     | 6              | 3              | 21             |
| 35 - 39  | 57    | 30             | 15             | 10             | 3              | 2              | 14             | 0                     | 9              | 5              | 28             |
| 40 - 44  | 81    | 46             | 24             | 16             | 3              | 5              | 22             | 1                     | 14             | 8              | 35             |
| 45 - 49  | 120   | 72             | 37             | 24             | 4              | 9              | 36             | 1                     | 20             | 15             | 48             |
| 50 - 54  | 131   | 82             | 40             | 24             | 4              | 12             | 42             | 1                     | 20             | 21             | 49             |
| 55 - 59  | 137   | 87             | 40             | 21             | 3              | 16             | 47             | 2                     | 17             | 29             | 50             |
| 60 - 64  | 165   | 102            | 43             | 19             | 3              | 21             | 59             | 2                     | 15             | 43             | 63             |
| 65 - 69  | 237   | 127            | 52             | 19             | 3              | 30             | 75             | 2                     | 14             | 60             | 110            |
| 70 - 74  | 263   | 116            | 48             | 14             | 2              | 33             | 68             | 1                     | 10             | 57             | 147            |
| 75 - 79  | 239   | 89             | 38             | 8              | 1              | 29             | 51             | 0                     | 6              | 44             | 150            |
| 80歳以上 | 313   | 117            | 47             | 6              | 1              | 39             | 70             | 0                     | 7              | 63             | 197            |
| 平均年齢 | 59歳  | 61.5歳         | 59.5歳         | 54.6歳         | 41.8歳         | 67.6歳         | 63.3歳         | 59.1歳                | 54.2歳         | 67.1歳         | 57歳           |

- 注：100の単位で四捨五入しているため、500未満の場合、0となっている。また各数値は、四捨五入して出された概数出るため、総数と合わない場合があることに注意する。

| 年齢                       | 総数   | 0-14歳 | 15-34歳 | 35-54歳 | 55-59歳 | 60-64歳 | 65歳以上 |
| -------------------------- | ------ | ------ | ------- | ------- | ------- | ------- | -------- |
| 精神・行動の障害           | 7.3%   | 4.4%   | 15.5%   | 13.0%   | 8.7%    | 7.2%    | 4.8%     |
| 神経系の疾患               | 3.7%   | 1.3%   | 4.3%    | 4.4%    | 3.6%    | 3.2%    | 3.8%     |
| 循環系の疾患               | 21.7%  | 0.4%   | 2.1%    | 10.0%   | 18.7%   | 22.6%   | 29.4%    |
| 呼吸系の疾患               | 8.3%   | 43.2%  | 19.1%   | 9.3%    | 5.5%    | 5.0%    | 4.9%     |
| 消化系の疾患               | 6.2%   | 1.7%   | 6.0%    | 8.1%    | 7.3%    | 6.6%    | 5.8%     |
| 筋骨格系及び結合組織の疾患 | 12.1%  | 1.9%   | 6.6%    | 13.3%   | 14.8%   | 14.1%   | 12.3%    |
| その他                     | 40.7%  | 47.1%  | 46.3%   | 41.8%   | 41.4%   | 41.4%   | 39.0%    |
| 総数                       | 100.0% | 100.0% | 100.0%  | 100.0%  | 100.0%  | 100.0%  | 100.0%   |

### 生活保護受給率・保障水準
厚生労働省においても、上記調査結果は被保護世帯数の割合（保護世帯比）であるとして「生活保護は申請に基づいた制度であることから、調査から得られた「保護世帯比」が、申請の意思がありながら生活保護の受給から漏れている要保護世帯（いわゆる漏給）の割合を表すものではない」としている。「捕捉率」という言葉は使用する者もいるが、公的機関では統計資料含め、生活保護受給率と表記している
生活保護には所得要件だけでなく資産要件があるため、所得が生活保護支給基準以下となっても、葬祭費の備えなどの預貯金や保険等が最低生活費の半月分以上ある場合は、生活保護の要件を満たさない。生活保護要件水準の者の生活保護受給率(生活保護補足率)は、調査によると、フランスでは91.6%、ドイツでは64.6%、イギリスでは47-90%、日本は15.3-18%となっている。ただし、このような数値になる背景には諸外国公的扶助制度と比較した場合に日本は、フランスと比較するならば約2倍もの金額の所得保障をしていることにある。さらに、他国の類似制度は下記のように受給資格や審査、受給後の管理も厳格で、自立を促す仕組みになっている。親類への扶養義務者への資産調査、受給申請者の納税記録、財産売却・居住義務、ボランティア含む労働義務が日本では課されていない。日本の生活保護は被生活保護者が医療費無償であるために、彼らの医療費がそもそもの支給額とほぼ同額で累計支給額が2倍となっている。また、頻回受診等の問題を招くことがある。日本の生活保護支給は指定住居への移住義務があるドイツの一人あたりの約3倍から5倍ほどであり、家は放棄する必要もなく、労働義務も事後の綿密な不正調査となく、他の先進国よりも一度受給すると自立を促さない仕組みになっている。
生活保護受給率の全国平均自体は1.64%であるが自治体で開きがある。2019年時点で人口に占める被生活保護者率の政令市及び中核市では、1位の大阪市は約4.98%、2位函館市は約4.58%、3位那覇市は約4.08%となっている。

日本で生活保護受給者に占める、不正発覚したことで措置された不正受給率は約0.5%である。2005年の生活保護予算1兆9230億円に対し、2005年に発覚した不正受給は71億9000万円であった。ただし、諸外国は受給される前に親類を含めた資産調査や過去の納税記録調査が行われるが、日本で世論の変化を受けて、新規の受給者へは以前より適正審査をする措置が取られている。そのため、審査が甘い時期や地域で既に生活保護を受給している場合、受給側の立場が強く、一度受給されると、通報を受けて人員がある際に行われる調査が無い限り打ち切られることもない。受給者による担当者らへと言動から不人気である上に、一人で数十から数百人を担当するケースワーカーなど生活保護者担当は常に人手不足で不正調査がしきれていない背景がある。

#### 各国と日本の制度・所得保証水準の比較
世界的な機関による分析の例としては(1)がある。なお、厚生労働省の審議会の分析として(2)もある。
1. 世界銀行 Survey of Social Assistance in OECD Countri による分析によると、各国の社会扶助費のGDPに占める割合比較(1995年)は、OECD加盟国平均3.5%で、ニュージーランドの10.4%が最多であり、フランス3.9%、ドイツ3.45、イギリス2.8%、アメリカ0.8%、日本は0.5%である。社会扶助費のGDPに占める割合比較(1995年)がアメリカよりも低い数値であるからもっと生活保護を基準や審査を緩和しろとの声がある。しかし、背景には日本は高齢者への医療費を含む社会保障費が歳出の約半分を占めているほど大きいため、相対的にGDPに占める社会扶助費割合が小さくなることにある[67]。
2. 日本の厚生労働省社会保障審議会がまとめた分析によると、諸外国公的扶助制度と比較した場合の30代単身世帯所得保障水準では、比較対象のスウェーデン、フランス、ドイツ、イギリス、日本の5カ国中、最高水準の額で最も手厚い保障金額にしている。スウェーデン、フランスに対しては、日本は約2倍もの所得保障している[67]。

#### 現行の生活保護制度における将来各種分析
上例や下記のように、所得の保証水準自体がスウェーデンとフランスの約2倍の金額、財産売却義務・公的住居移転義務・15年間の納税記録・扶養義務のある親族を含む厳格な資産調査・月毎にボランティアなど一定時間の労働義務などのあるドイツの4-5倍の支給金額など、一旦受給出来るとその後の不正調査も人員不足でほぼなく、手厚い日本の生活保護制度は、自立をするより子孫も生活保護受給する仕組みになってしまっている。そのため、生活保護受給率がこれ以上高まったら財政的に問題が出る分析が示されている。
また、学習院大学経済学部経済学科鈴木亘教授によれば、「確かに生活保護を受けてもいい低所得者はたくさんいるので、もっと生活保護を増やすべきという主張は理解できないわけではない。しかし、実施体制が崩壊しかかっている。低所得者をすべて受け入れると、単純計算でも年間10兆円が必要で、消費税にすれば3%を超える。制度を維持していくには、支える側、つまり納税者の理解が得られなければ無理である。今の状況ではとても理解が得られるとは言えない」としており、受給期限の設定や自立支援プログラムの強制などの導入を提唱しつつ、現状の生活保護制度の在り方について危機感を示している。
これと同じく、「現行制度のまま生活保護利用率がこれ以上高まったら財政的に問題が出る」という立場の団体・研究機関の分析や意見の例として以下のものがある。
総合開発研究機構の2008年段階の試算レポートによると、就職氷河期の人々について、働き方の変化（非正規の増加と、家事・通学をしていない無業者の増加）によって生じる潜在的な生活保護受給者は77.4万人、それが具体化した場合に必要な追加的な予算額累計約17.7-19.3兆円となる結果が導き出され、これが現実となれば社会的にも深刻な影響を与える規模であることが予想されている。しかしこの予想は氷河期世代が生活保護受給者になる頃には団塊世代の死滅を考慮しておらず正確さに疑問を持たれている。
相対的貧困率が小さいスウェーデンでも1990年代の経済危機により失業者が増加し社会保障受給者が増え、社会省が1999年から2004年までに社会扶助受給者数を半減する目標を設定するまでになった。同国では社会保障に占める生活保護など社会扶助の割合は4%と極めて小さく、また2008年のうち少なくとも1か月受給したことのある世帯は、全世帯の6.1%であり、平均受給期間は6.1か月で、1世帯当たりの月平均受給額は8万6千円となっている。

### 扶養照会を行い経済援助につながった割合
2016年7月の保護開始世帯では、経済的援助につながった割合は約1.4%である（DVなどにより扶養照会を行わなかった場合は除く。）。

### 生活保護者のギャンブルに関する統計
2018年1月23日、厚生労働省は、生活保護受給者が行った過度のギャンブルに対して、2016年に指導を行った件数は3,100件であったと公表した。ギャンブルの種類別では、パチンコの2,462件が最多。

## 欧米諸国との比較と制度の問題点
諸問題として生活保護問題が存在する。外国籍の受給率が日本国籍者よりも高いこと、家賃の高い都市部在住者ほど受給率が高いこと、生活保護受給者等就労自立促進事業で被保護者に就労支援をしているが、自立を促す仕組みになっていないことのために受給期間1年で脱却した受給者は毎年1割にも満たない。こうした生活保護脱却率が非常に低い背景には、コンビニ受診・薬の転売・生活保護支給金額と同額になる事態を招いている医療費無償、家賃無償、社会保険料等の各種免税を前提とした生活に慣れた生活保護依存がある。外国籍への支給自体へも批判がある。さらには生活保護世帯育ちの子女は成人後も生活保護を受ける率が高い問題が指摘されている。現行の受給者への不正調査に関してはマンパワー不足や調査権限の欠如による限界を指摘されている。
2012年（平成24年）の新語・流行語大賞において「ナマポ」（生活保護制度への批判者が用いる蔑称）がノミネート候補に選ばれたが、その後生活保護受給者から差別や悪意の助長のおそれが指摘され、受賞は差別を肯定したという解釈につながると判断し、後に受賞対象外となった。

### 保護水準・受給率・支給対象条件の相違
日本弁護士連合会は2010年時点で比べると、ドイツ9.7%、フランス5.7%、イギリス9.27%、スウェーデン4.5%であるのに対して、日本1.6%となっている。そのため、保護を受けるべき人の受給率は15%程と他国は過半数を超えているのと比べかなり低いと主張している。日本共産党は2015年でも19.7%の背景を、生活保護は悪という認識や役所の追い返し、人員削減による能力不足と主張している。これが孤独死、餓死が起きる背景との意見がある。
しかし、日本の生活保護基準は金額で比較する場合は高いため、一人あたりの生活保護水準を世界平均水準にすれば必要な人が全員生活保護を利用できるようになるとの意見がある。フランスと比較した際には、日本の生活保護は約2倍もの金額の所得保障をしている。
支給範囲の広さも異なる。日本における「生活保護」をフランス、ドイツ、スウェーデン、イギリスの類似制度を比較すると、短期失業者にも支給するのは日本だけである。他国は失業補助や社会扶助(所得扶助)といった制度を適用している。日本は生活保護受給者を占める高齢者の割合が多いが、他国は高齢者にはドイツ以外は「生活保護」の支給対象とせず、老齢年金制度だけを設けている。
ドイツでは2005年より、失業手当と生活保護が一つの制度になっている。 そのため、 生活保護を受給するには、「働く意志のあること」が条件である。そして、EU外国人でドイツの生活保護を受けられる条件には、ドイツにおける就労歴者、ドイツで就労中なものの最低生活不可能な場合、あるいは、3歳以下の育児中で働けない場合も受けることができる。EU外国人への支給額は、過去にドイツ働いていた年数（＝過去にドイツで失業保険を支払った年数）で違ってくる。EU統合で比較的豊かなドイツの社会保障給付制度へEU加盟国民(EU外国人)が群がっている。児童手当(月184ユーロ)と養育費支給(月133ユーロ)では足りないと主張する ルーマニア移民が「生活保護」も申請したが、就労意思が無いことで支給拒否された。これを彼女は「差別」だと訴訟したが、欧州裁判所も「ドイツは、社会保障を受けることだけが目的のEU外国人に対して、社会保障費の交付を拒否することができる」と支給拒否の決定を支持した。

### 不正監視不足・就労軽視・低い自立成功率
国立社会保障・人口問題研究所の「生活保護」統計によると、「平成30年(2018年)における生活保護廃止世帯」(生活保護離脱成功、又は受給中の死亡や失踪世帯数)の総数は1万4107世帯だけとなっている。その内訳としては、高齢者世帯が7161世帯 (死亡4799世帯、失踪185世帯)、母子世帯が769世帯、傷病者世帯が1658世帯、障害者世帯が1182世帯、その他の世帯が3337世帯でった。実際に「収入面の安定」などの自立成功で生活保護を抜け出せた世帯数や割合は、「生活保護廃止世帯」に限っても少ない問題がある。
欧米諸国の類似制度と比較して、就労軽視や不正、自立出来ないことを招きやすいとし、改善点が指摘されている。ドイツでは2005年1月に従来の失業扶助制度と日本の生活保護制度を一つにした「社会扶助就労促進制」が導入されている。川口マーン惠美はドイツで難民増加とそれによる生活保護受給問題に触れる中で、ドイツやアメリカと比較して、日本の生活保護制度はそれ以上に問題があると指摘している。捕捉率や受給者数に対する不正受給発覚数の多寡が取り上げられるが、日本の生活保護には、ドイツの生活保護制度制度に存在する直系親族含めた財産確認と扶養義務がないこと、過去に税金を納めていた必要性がないこと、公共住居への移住義務がないために一人当たりの支給金額が5倍以上高いこと、ボランティア活動を含めた受給中の労働義務がないこと、これらの制度的問題が指摘されている。
日本国内でも問題視されているが、薬の転売やコンビニ受診と呼ばれる不要な病院通い、そのために被保護者への医療費が生活保護支給額に匹敵していること、自立を促す制度設計になっておらず受給者らの子女が親の影響で生活保護を受けることが、問題となっている。

## 関連作品
漫画
- 『健康で文化的な最低限度の生活』 - 柏木ハルコによる生活保護をテーマとした漫画。のち、テレビドラマ化された。
- 『闇金ウシジマくん』 - 真鍋昌平による闇金をテーマにした漫画。24巻から25巻にかけて「生活保護くん」というタイトルで生活保護受給者が闇金を利用する話が描かれた。